# Zabołotne (przystanek kolejowy)
Zabołotne (ukr. Заболотне) – przystanek kolejowy w pobliżu miejscowości Szczasływe, w rejonie tulczyńskim, w obwodzie winnickim, na Ukrainie. Położony jest na linii Żmerynka – Odessa.